# Kavala
|  | Per a altres significats, vegeu «Kavala (desambiguació)». |

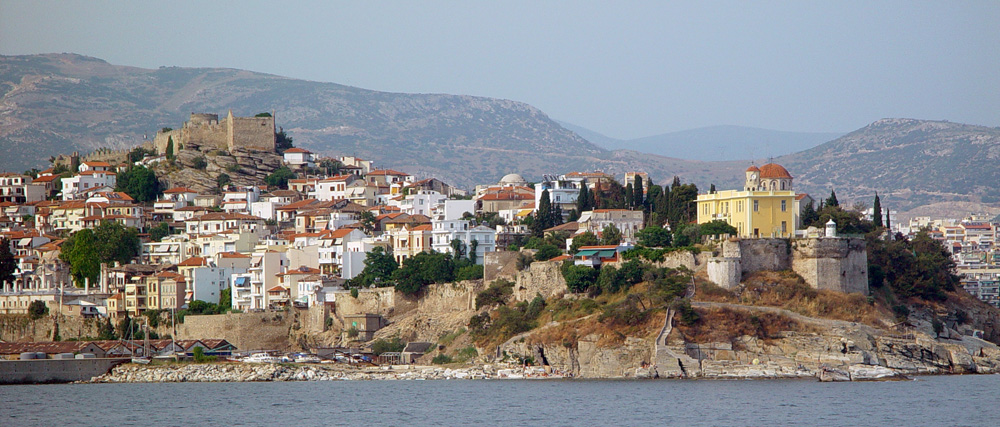
La ciutat antiga

Kavala (grec: Καβάλα; a l'antiguitat, Νεάπολις, Neàpolis; a l'edat mitjana, Χριστόπολις, Khristópolis; en català medieval, Cristopol) és una ciutat de Grècia, la segona del nord del país i principal port de Macedònia oriental, a la badia de Kavala, enfront de l'illa de Tassos. És capital de la Prefectura de Kavala. El 2001 la seva població era de 63.293 habitants.

## Història
La ciutat fou fundada per colons de Tasos el segle vii aC sota el nom de Neàpolis com a una de les poblacions de la Perea Tàsica per assegurar el control de les mines d'or i plata de la zona del Pangèon. Per distingir-la d'altres ciutats del mateix nom, era anomenada Neàpolis de Tràcia (malgrat que, posteriorment, fou considerada part de Macedònia) i Neàpolis d'Antísara (en referència a una ciutat veïna). A l'oest limitava amb Antísara, a l'actual barri de Kalamitsa, i a l'est amb l'assentament murat de Nea Karvali. Segons alguns, cal identificar Neàpolis amb la misteriosa Dàton, famosa per les seves riqueses. Pròspera gràcies al control que adquirí sobre les mines del Lekani, Neàpolis aconseguí la independència de Tasos el 411 aC, en el context de la Guerra del Peloponnès, sempre aliada d'Atenes. Així, fou membre de la Lliga de Delos i, perduda la guerra, de la segona lliga d'Atenes. La seva contribució a l'aliança és esmentada en un pilar trobat a Atenes. Neàpolis va encunyar moneda.
Amb la conquesta romana l'any 168 aC, passà a ser civitas romana. El 42 aC fou base de Marc Juni Brut i Gai Cassi Longí (assassí de Cèsar) abans de ser derrotats a la batalla de Filips, detalladament descrita per Apià i Cassi Dió. L'apòstol Pau de Tars va desembarcar a Neàpolis al seu primer viatge a Europa.
Al segle vi fou fortificada per Justinià I. Als segles VIII i IX els continus atacs búlgars van obligar els romans d'Orient a establir potents fortificacions i una guarnició notable a la ciutat. La ciutat va créixer econòmicament. Del segle ix data la primera menció del nom de Cristopol, amb el qual serà coneguda fins al domini dels otomans, que l'anomenaren Kavala. En els atacs dels normands de Sicília a Macedònia del 1185 la ciutat fou ocupada i cremada.
El 1302, la Companyia Catalana no reeixí de capturar la ciutat. El 1373 se sap que estava en mans del primicer Aleix, que va rebutjar un atac de pirates turcs (no s'especifica el seu origen). És possible que fos ocupada pels otomans poc abans de la conquesta de Serres el 1383. Vers el 1387 estava ja ocupada pels otomans; en tot cas la conquesta fou en temps de Murat I. El 1391 es va construir un aqüeducte.
En temps de Mehmed II el kada de Kavala el formaven la vila i 11 pobles (total 12 ziamets) i 235 llogarets (timars) i tenia més de 3.000 habitants dels quals més de 500 a la ciutat. Kavala era el centre d'un sandjak de l'eyalat de Djazair-i Bahr-i Safid; el sandjak estava dividit en set kades. Fou fortificada per Solimà I el Magnífic (1520-1566) que hi va fer construir una mesquita i altres centres religiosos. Sota els otomans la ciutat es va estendre cap al turó de Panagia amb la fortalesa romana d'Orient. El 1684 fou assetjada pel venecià Francesco Morosini però no la va poder ocupar. Al segle xviii i principis del XIX el govern del sandjak de Kavala era concedit generalment al paixà de Salònica que hi designava un representant o mutesellim.
França hi va obrir un viceconsolat i a partir del 1742 n'hi va obrir un Venècia. Muhammad Ali d'Egipte va néixer a Kavala el 1769 (la seva casa és avui un museu) que hi va fer construir una mesquita, una madrassa, una escola, una biblioteca i un menjador popular i va deixar els ingressos de Tassos (que li corresponien) per finançar les seves fundacions. El 1800 la ciutat tenia 3.000 habitants; el seu port tenia intens tràfic comercial però era massa petit per vaixells de guerra. A la reorganització del 1864 va formar un kada del sandjak de Drama, depenent del vilayet de Salònica. El tractat de San Stefano del març de 1878 la va cedir a Bulgària però el tractat mai va entrar en vigor i fou substituït pel de Berlín el 13 de juliol de 1878, que la mantenia sota domini otomà. Abans del final del segle xix va arribar a deu mil habitants. Religiosament depenia del bisbe de Xanthi.
El novembre de 1912 fou capturada pels búlgars a la primera Guerra dels Balcans i el juliol de 1913 va ser ocupada per la marina grega. Pel Tractat de Bucarest (1913) Kavala va passar a Grècia. Després de la guerra turcogrega de 1919-1921 s'hi van refugiar milers de grecs expulsats d'Àsia Menor que van ocupar les cases dels turcs expulsats cap a Anatòlia, i es va produir un gran desenvolupament agrícola i industrial; es va especialitzar en el tractament del tabac que ja es cultivava anteriorment així com el cotó. Entre 1941 i 1945 va estar sota ocupació de Bulgària. Als anys 50 es va estendre cap a la mar incorporant l'àrea a l'oest del port

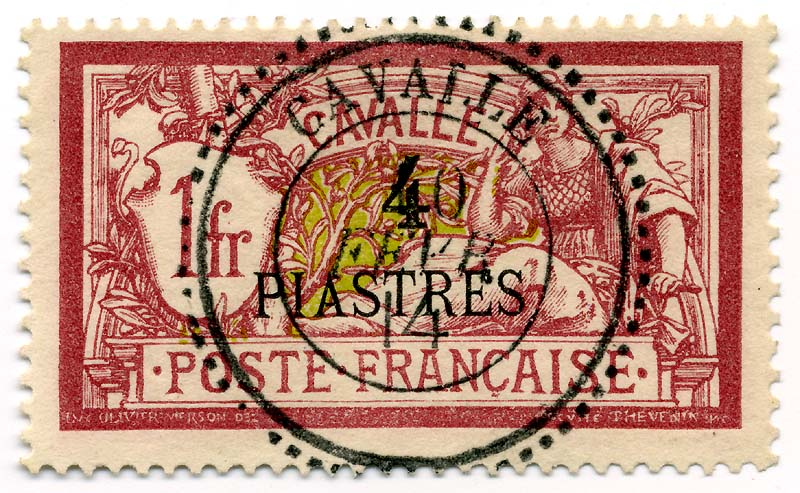
Cavalle 4pi

## Segells de correu
Entre 1893 i 1903, l'oficina francesa a la ciutat va emetre segells de correus amb el nom de Cavalle. 

## Geografia
| Any  | Població | Canvi          | Població del municipi | Canvi           | Densitat |
| ---- | -------- | -------------- | --------------------- | --------------- | -------- |
| 1981 | 56.705   | -              | -                     | -               | -        |
| 1991 | 56.571   | -134 o -0,24%  | 60.187                | -               | -        |
| 2001 | 58.663   | +2,092 o +3,7% | 63.293                | +3.106 o +5,16% | 566/km²  |

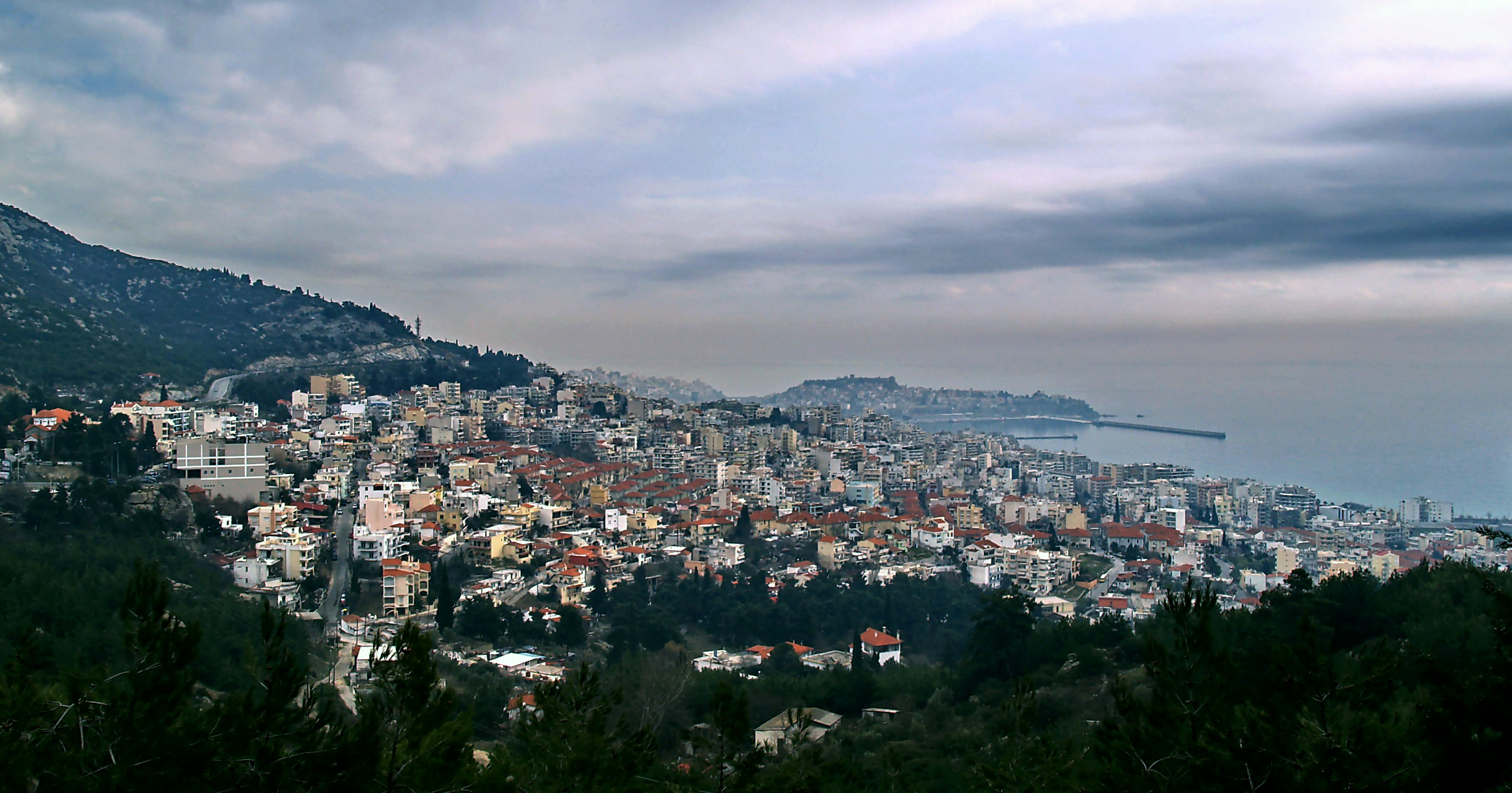

Kavala està construïda com un amfiteatre amb esplèndides vistes a la costa. Alguns barris o zones de Kavala són:
| Hàgia Varvara | Hàgios Athanasios | Hàgios Ioannis | Hàgios Loukas  | Chilia  |
| Dexameni      | Kalamitsa         | Kentro         | Neapolis       | Panagia |
| Perigiali     | Potamoudia        | Profitis Ilias | Timios Stavros | Vyronas |

## Agermanaments
- - Nuremberg, Alemanya
- - Tekirdağ, Turquia
- - Nevrokopski, Bulgària
- - Gradiška, Bòsnia-Hercegovina

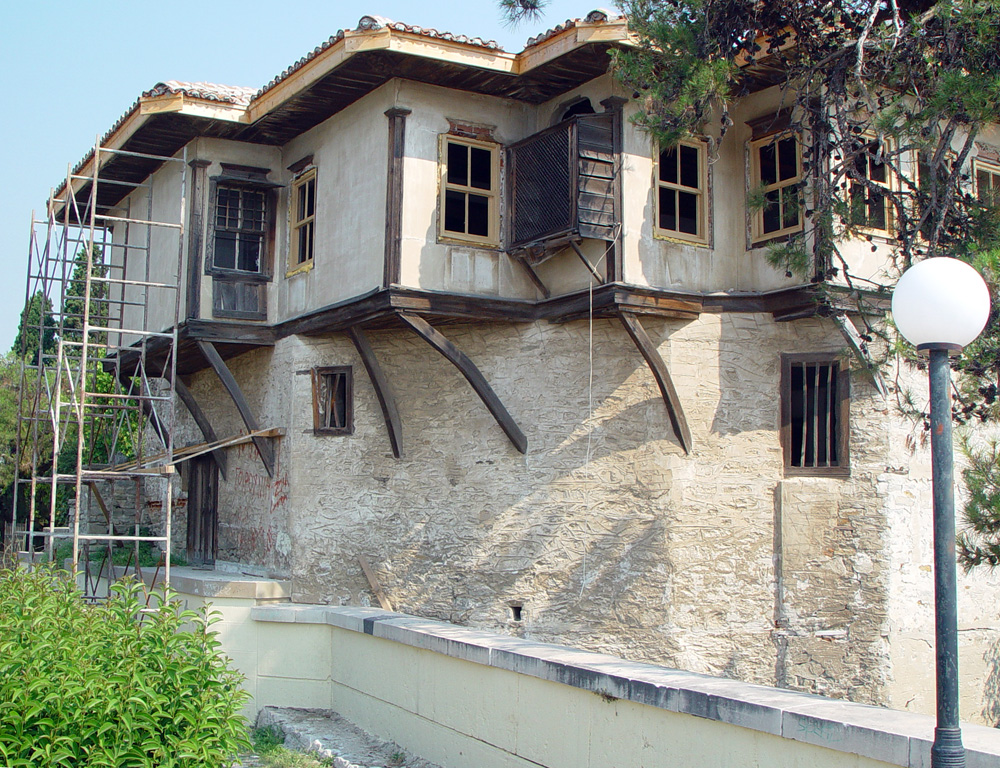
Casa de Muhammad Ali

## Personatges
- Muhàmmad Alí Paixà, governador virrei d'Egipte 1805-1848
- Iannis Kanakis, futbolista
- Theódoros Zagorakis, futbolista